# Miyazaki Tomohiko
Miyazaki Tomohiko (宮崎 智彦 Miyazaki Tomohiko, sinh ngày 21 tháng 11 năm 1986 ở Tokyo, Nhật Bản) là một cầu thủ bóng đá người Nhật Bản hiện tại thi đấu cho Jubilo Iwata.

## Thống kê sự nghiệp câu lạc bộ
Cập nhật đến ngày 23 tháng 2 năm 2018.
| Thành tích câu lạc bộ | Thành tích câu lạc bộ | Thành tích câu lạc bộ | Giải vô địch | Giải vô địch | Cúp                   | Cúp                   | Cúp Liên đoàn | Cúp Liên đoàn | Châu lục | Châu lục  | Tổng cộng | Tổng cộng |
| Mùa giải              | Câu lạc bộ            | Giải vô địch          | Số trận      | Bàn thắng    | Số trận               | Bàn thắng             | Số trận       | Bàn thắng     | Số trận  | Bàn thắng | Số trận   | Bàn thắng |
| Nhật Bản              | Nhật Bản              | Nhật Bản              | Giải vô địch | Giải vô địch | Cúp Hoàng đế Nhật Bản | Cúp Hoàng đế Nhật Bản | J. League Cup | J. League Cup | Châu Á   | Châu Á    | Tổng cộng | Tổng cộng |
| --------------------- | --------------------- | --------------------- | ------------ | ------------ | --------------------- | --------------------- | ------------- | ------------- | -------- | --------- | --------- | --------- |
| 2009                  | Kashima Antlers       | J1 League             | 0            | 0            | 0                     | 0                     | 0             | 0             | 0        | 0         | 0         | 0         |
| 2010                  | Kashima Antlers       | J1 League             | 4            | 0            | 4                     | 0                     | 0             | 0             | 0        | 0         | 8         | 0         |
| 2011                  | Yokohama FC           | J2 League             | 28           | 1            | 1                     | 0                     | -             | -             | -        | -         | 29        | 1         |
| 2012                  | Júbilo Iwata          | J1 League             | 26           | 1            | 1                     | 0                     | 4             | 0             | -        | -         | 31        | 1         |
| 2013                  | Júbilo Iwata          | J1 League             | 23           | 0            | 1                     | 0                     | 2             | 0             | -        | -         | 26        | 0         |
| 2014                  | Júbilo Iwata          | J2 League             | 25           | 1            | 3                     | 1                     | -             | -             | -        | -         | 28        | 2         |
| 2015                  | Júbilo Iwata          | J2 League             | 40           | 2            | 0                     | 0                     | -             | -             | -        | -         | 40        | 2         |
| 2016                  | Júbilo Iwata          | J1 League             | 32           | 0            | 0                     | 0                     | 1             | 0             | -        | -         | 33        | 0         |
| 2017                  | Júbilo Iwata          | J1 League             | 29           | 0            | 0                     | 0                     | 2             | 0             | -        | -         | 31        | 0         |
| Tổng                  | Tổng                  | Tổng                  | 207          | 5            | 10                    | 1                     | 9             | 0             | 0        | 0         | 226       | 6         |